# Grumman X-29
Grumman X-29 là một loại máy bay thử nghiệm của Hoa Kỳ, được sử dụng cho kiểm tra các công nghệ như cánh lái mũi, cánh ngược và các công nghệ khác.

## Tính năng kỹ chiến thuật (X-29)
Dữ liệu lấy từ NASA X-Planes Donald, Winchester
Đặc điểm tổng quát
- Tổ lái: 1
- Tải trọng: 4.000 lb (1.810 kg)
- Chiều dài: 48 ft 1 in (14,7 m)
- Sải cánh: 27 ft 2 in (8,29 m)
- Chiều cao: 14 ft 9 in (4,26 m)
- Diện tích cánh: 188,8 ft² (17,54 m²)
- Trọng lượng rỗng: 13.800 lb (6.260 kg)
- Trọng lượng cất cánh tối đa: 17.800 lb (8.070 kg)
- Động cơ: 1 × General Electric F404 kiểu turbofan, 16.000 lbf (71,2 kN)

 Hiệu suất bay 
- Vận tốc cực đại: Mach 1,8 (1.100 mph, 1.770 km/h ở độ cao 33.000 ft (10.000 m))
- Tầm bay: 350 mi (560 km)
- Trần bay: 55.000 ft (16.800 m)